# NGC 1909
NGC 1909 (IC 2118) est une nébuleuse par réflexion d'intensité lumineuse très faible. Cette nébuleuse est aussi connue, à cause de son profil, sous le nom de nébuleuse de la Tête de Sorcière. Elle est située dans la constellation de l'Éridan, non loin de l'étoile Beta Orionis (Rigel) de la constellation d'Orion. C'est d'ailleurs cette étoile qui l'éclaire. Cette nébuleuse a été découverte par l'astronome germano-britannique William Herschel en 1786. Elle a aussi été observée par l'astronome allemand Max Wolf le 16 janvier 1891 et a été inscrite à l'Index Catalogue sous la cote IC 2118.

## Galerie

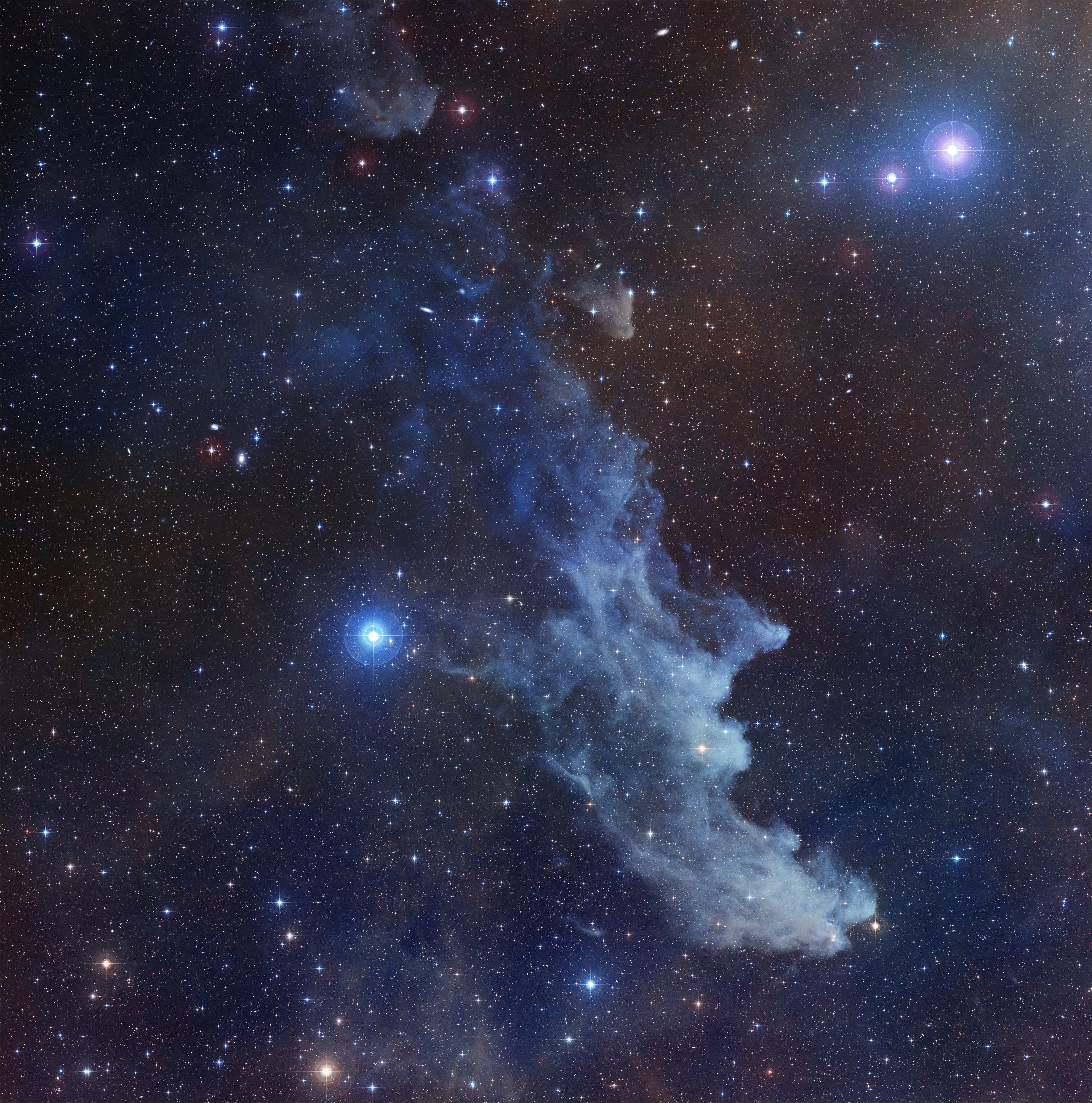
SDSS coloré par Noel Carboni.
La nébuleuse de la Tête de Sorcière. (KPNO/NOIRLab/NSF/AURA/Fred Calvert/Adam Block)
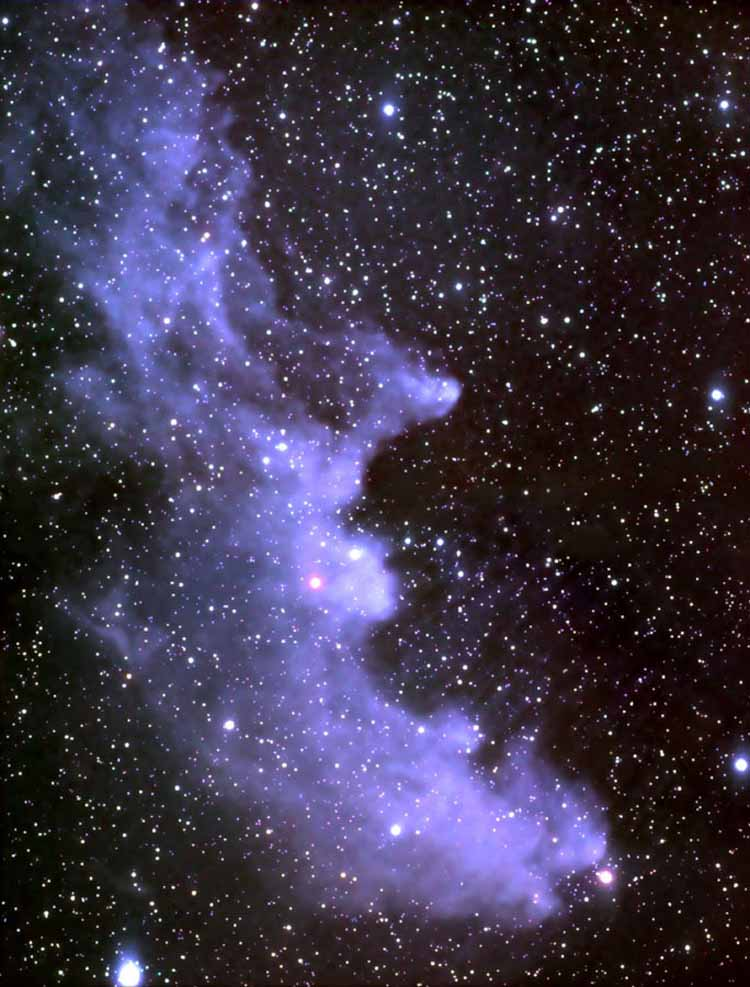
IC 2118 (NASA/Gary Stevens, picture prepared by Adrian Pingstone)
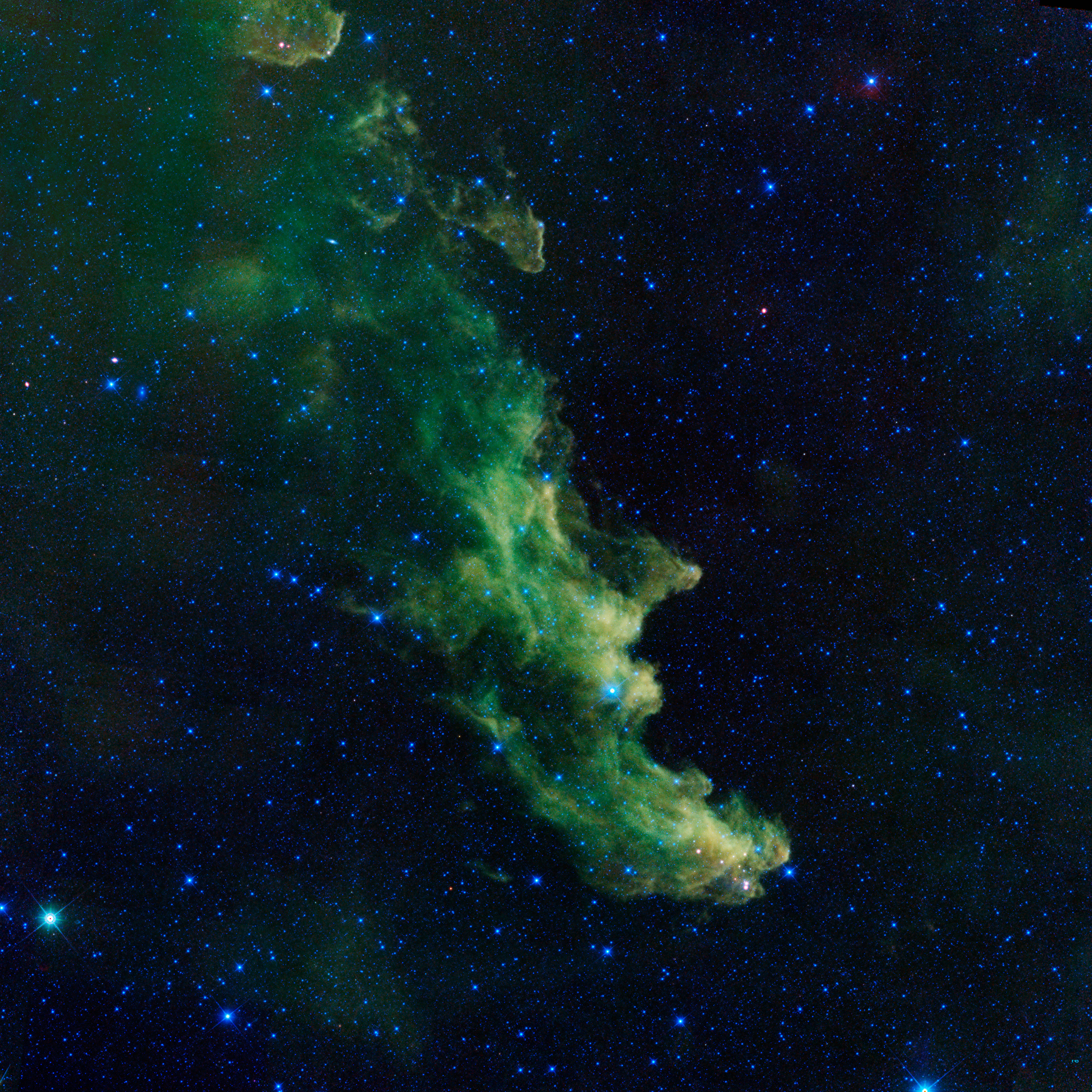
La nébuleuse de la Tête de Sorcière. (Image credit: NASA/JPL-Caltech)
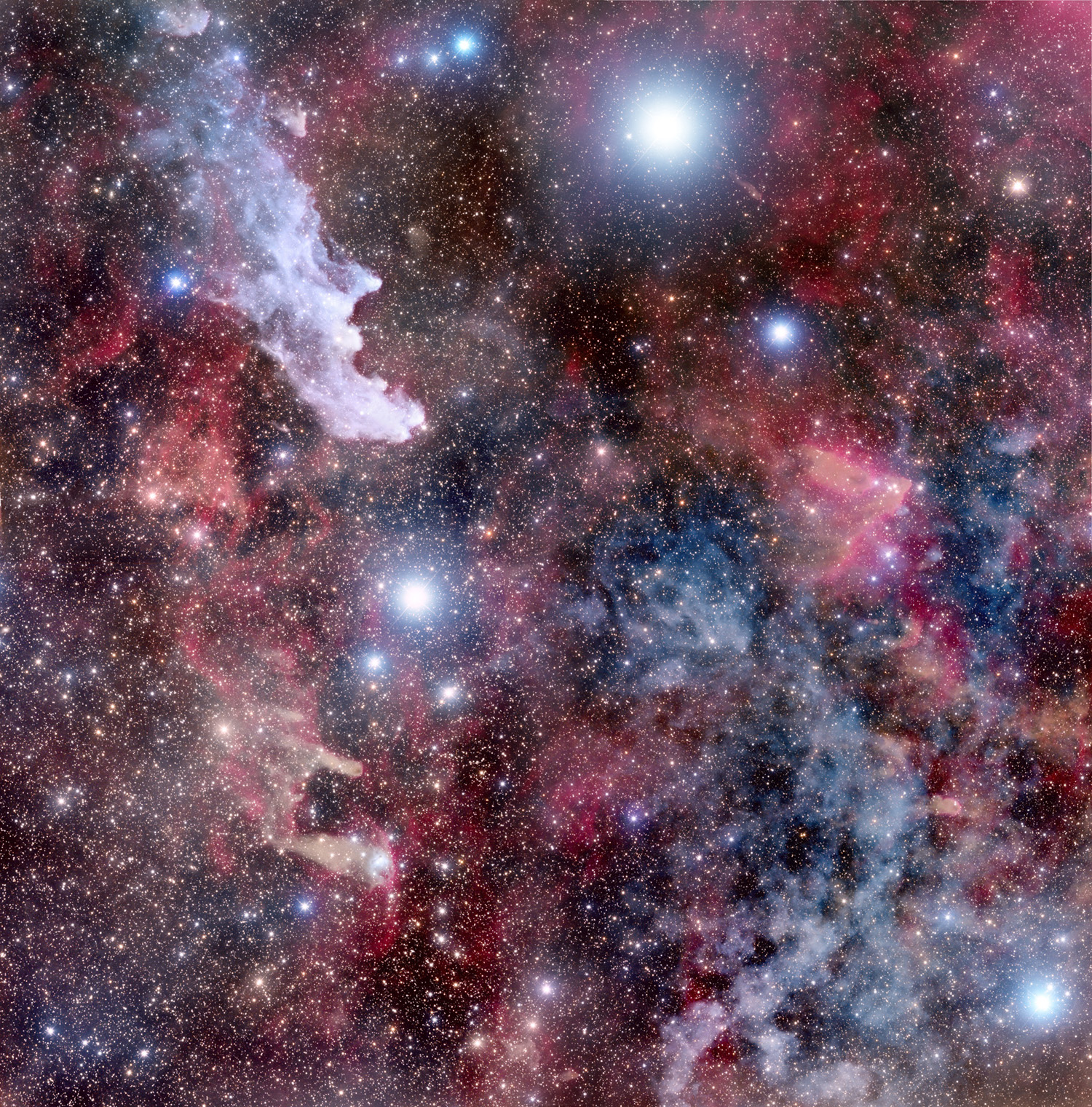
La région entourant IC 2118 par Adam Block

## Lieu de formation d'étoiles
Des observations dans le domaine des ondes radio ont montré que certaines parties de la nébuleuse renferment une quantité appréciable de monoxyde de carbone, ce qui est un indice de la présence de nuages moléculaires et de régions de formation d'étoiles. On a d'ailleurs détecté des étoiles de la pré-séquence principale ainsi que des étoiles de type T Tauri.